# Kuszyci

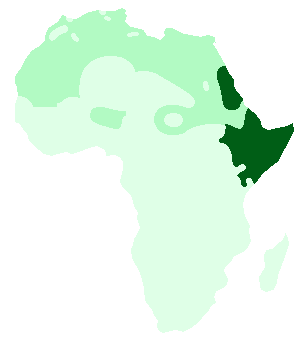
Języki kuszyckie – kolor ciemnozielony

Kuszyci – grupa ludów we wschodniej Afryce, zamieszkująca w południowej części Egiptu, w Sudanie, Etiopii, Erytrei, Dżibuti, Somalii, północno-wschodniej Kenii i w skupiskach w północnej Tanzanii oraz Ugandzie. Liczą ok. 30 mln osób, posługują się językami kuszyckimi z rodziny chamito-semickiej.
Najstarsze ślady kultury Kuszytów pochodzą z XI–VIII tysiąclecia p.n.e. W III tysiącleciu kuszyckie ludy Bedża i Ageu utworzyły w Nubii królestwo Kusz ze stolicą w Napacie, które utrzymywało kontakty z Egiptem, ulegając wpływom jego kultury. W VIII–VII wieku p.n.e. w Egipcie panowała tzw. dynastia etiopska, założona przez władcę Kuszu – Pianchego. W I tysiącleciu p.n.e. powstało kuszyckie królestwo Meroe, istniejące do IV wieku n.e. Wpływy Kuszytów widoczne były także w powstałym ok. V wieku p.n.e. państwie Aksum w Etiopii. Część ludów kuszyckich (np. Afarowie, Bedża, Somalijczycy, częściowo Sidamo i Omieto) przyjęła islam i uległa wpływom kultury arabskiej, której przedstawiciele osiedlali się na północy Etiopii i w Erytrei.

## Podział
Pod względem historycznym i językowym wyróżnia się 7 grup Kuszytów:
1. ludy Oromo (Galla), mieszkają głównie w Etiopii i w północnej Kenii, dzielą się na ok. 200 plemion i liczą ok. 15 mln osób
2. ludy nadmorskie, koczownicze i półkoczownicze (m.in. Afarowie, Bedża, Somalijczycy), zamieszkujące wybrzeże Morza Czerwonego, zajmujące się handlem skórami, pozyskiwaniem soli, rybołówstwem i pasterstwem
3. rolnicze ludy Ageu (m.in. Felaszowie, Kuara), mieszkali dawniej na rozległych terenach Erytrei i północnej Etiopii, obecnie rozproszeni w enklawach pośród zsemityzowanej ludności kuszyckiej, ulegają powolnej asymilacji, część z nich wyznaje judaizm i chrześcijaństwo
4. rolnicze ludy Sidamo z południa Etiopii, żyją w związkach plemiennych, wyznają animizm, chrześcijaństwo lub islam
5. rolnicze ludy omotyckie (np. Omieto, Dżandżero, Dżimirra, Gonga), zamieszkują południowo-zachodnią Etiopię, które w przeszłości tworzyły królestwa Dżandżero i Keffę, struktura społeczna oparta jak u Oromo na systemie grup wieku, część z nich przyjęła chrześcijaństwo, część islam, pozostali wyznają animizm, kultywując dawne obyczaje
6. rolnicze ludy Konso (np. Konso, Geleba, Giddie) zamieszkują południe Etiopii przy granicy z Kenią, w większości animiści, stosunkowo słabo zbadane
7. rolnicze i pasterskie plemiona Kuszytów południowych (m.in.: Burungi, Iraku, Sulie), żyją w północnej Tanzanii, wśród ludów Bantu i Nilotów, zajmują się uprawą zbóż i pasterstwem, wyznają głównie chrześcijaństwo lub animizm.

## W Biblii
Według tradycji za przodka ciemnoskórych ludzi Kusz zamieszkujących kraj Kusz, który okrąża rzeka Gichon (Rdz 2: 10,13), określonego w starożytności jako Arabia Felix i Etiopia, jest uważany Kusz, wnuk Noego, syn Chama.